# Championnat de Hong Kong de rugby à XIII
Le championnat de Hong Kong de rugby à XIII, est une compétition annuelle mettant aux prises les meilleurs clubs de rugby à XIII de Hong Kong. Organisé par la « Hong Kong Rugby League»,  et de création récente, sa formule est appelée à évoluer pour s'ajuster au développement du rugby à XIII dans ce pays.
Il rassemble en 2018 quatre équipes :  Wanchai Warriors, Valley Broncos Carnegies,  Kowloon Tigers, et HKS Reivers.
Il s'agit d'une compétition disputée chaque année du mois de mai  au mois d'aout.

## Joueurs emblématiques
Le français Benoit Mouclier qui vit à Hong Kong depuis 6 ans, pays dans lequel il expatrié. Il s'agit d'un ancien joueur de rugby à XV qui est « passé à treize » et qui dispute le championnat.
Ghislain Balayte, centre de l'équipe des Wanchai Warriors.
On retrouve également Alex Shvets des Broncos et le vétéran du championnat, Ian Molineux